# Casa Grande de San Francisco (Sevilla)

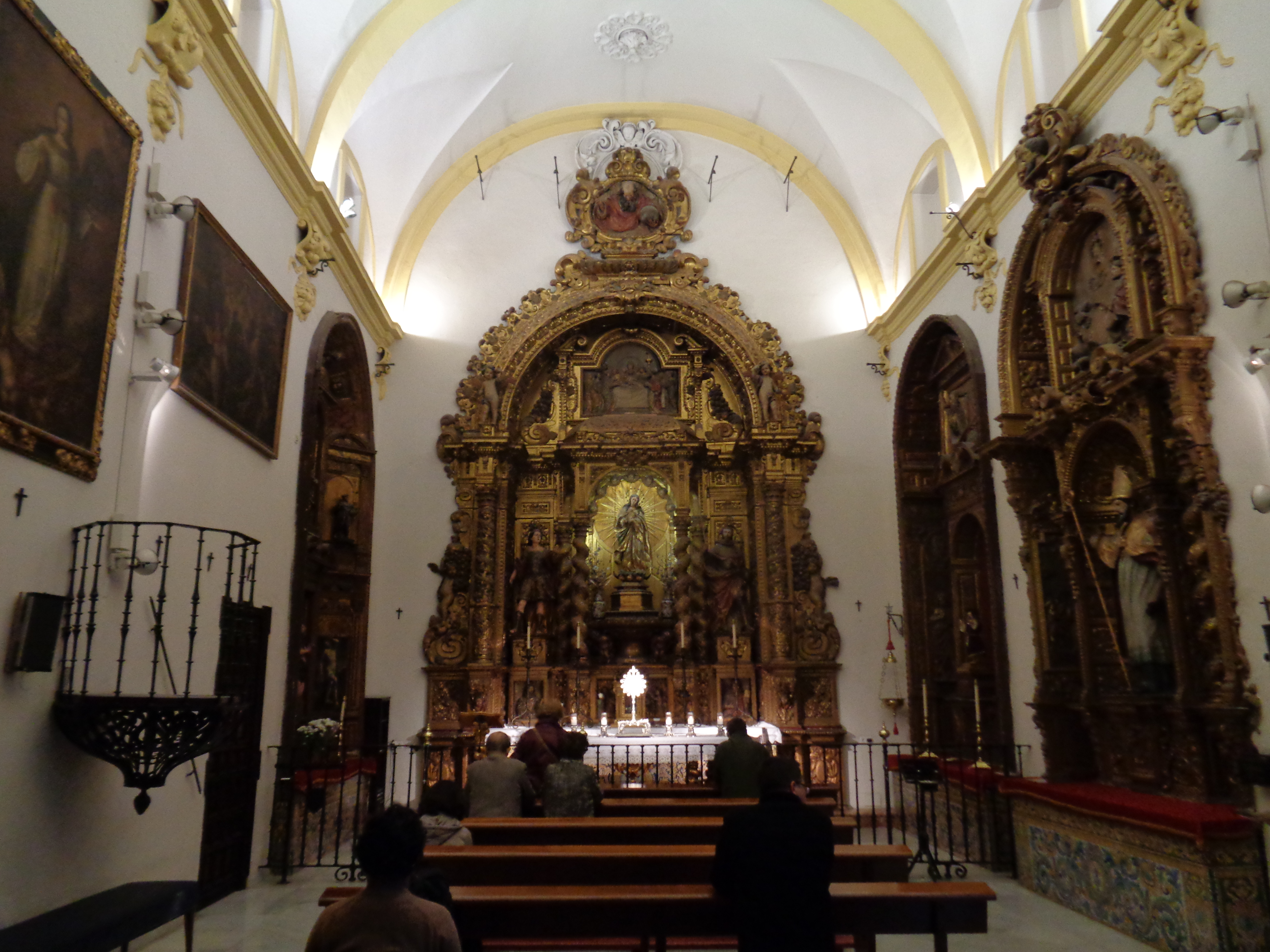
Capilla de san Onofre, que perteneció al antiguo convento, en la actual plaza Nueva

La Casa Grande de San Francisco de Sevilla (Andalucía, España) fue el principal convento franciscano de la ciudad. Fue desamortizado y derribado en el siglo XIX. Ocupaba el entorno de la actual plaza Nueva.

## Historia
En 1248, tras la reconquista de la ciudad, Fernando III el Santo dio a los franciscanos un emplazamiento para su convento. Si ese lugar fue el definitivo es desconocido, pero en 1268 ya aparece el convento en la misma parcela donde se encontró hasta el siglo XIX. Alfonso X confirmó a los franciscanos los privilegios dados por Fernando III y, además, les dio limosnas para construcción. El convento se situó en el centro de la ciudad, en la collación de Santa María, ocupando casas que fueron donadas por la Corona. En 1280 se hospedó en este convento el infante Sancho. En 1294 Sancho IV le dio una limosna de 1 000 maravedíes. En 1303, Fernando IV les dio una renta periódica de 1 000 maravedíes por una cantidad de aceite. Pedro I entregó al convento muchas limosnas y, en 1365, costeó la construcción de la sacristía, a la que donó algunas reliquias.
El concejo de la ciudad dio limosnas al convento en 1411, 4 000 maravedíes cuando iba a celebrarse un capítulo de la orden, y en 1430, 2 000 maravedíes para la construcción del coro y el órgano. En 1411 Juan II donó al convento una cantidad de tejas y ladrillos de las obras del Alcázar y lo dotó de una fuente en el interior. Durante los siglos XIV y XV varias familias ricas y nobles fueron enterradas en capillas y diversas zonas del templo. Tuvieron capilla propia en la iglesia para sus enterramientos: los Anríquez desde 1305, los Manzanedo desde 1339, los Marmolejo desde 1370, los Martínez de Medina desde 1376 y los Cáceres desde 1417.
En torno a 1500 el convento había prosperado tanto económicamente que se traspasaron una serie de títulos de propiedad y bienes acumulados al convento de Santa Clara. Por los mismos años se planteó crear en el convento un centro de estudios con el rango de universidad. El cardenal Cisneros llegó a adjudicarle, con este fin, algunos bienes de los conventos de Córdoba y Jerez de la Frontera. No obstante, el proyecto no se llevó a cabo. En torno a 1505 se ubicó, al sur de la casa grande, la hospedería de Indias, diseñada para que se hospedasen los frailes que se encontraban en Sevilla esperando la salida de su flota hacia América o Filipinas, lo que hizo que el convento fuese frecuentado por frailes que habían de marchar a las Indias en los siglos XVI y XVII.
En 1525 el Ayuntamiento le donó un huerto con un naranjo por permitir el paso a través del convento a la casa consistorial aledaña. La creación de un centro de estudios se replanteó con el testamento de Leonor Manrique de Castro, en 1536, por el que dejaba dispuesta la formación de un centro similar al Colegio de Estudios Generales de Salamanca, con plaza para trece colegiales, patio, librería, dormitorios para estudiantes y otras salas.
Entre los siglos XVI y XVIII la iglesia sufrió varios incendios: en 1527, 1630, 1658 y 1716. En 1577 hubo un incendio que afectó a los corredores altos del claustro principal. El terremoto de Lisboa de 1755 afectó, sobre todo al claustro, al campanario y a la capilla de los Portugueses, situada en el compás.
En 1775, con el patrocinio de Bartolomé de Urbina, se creó en la zona del convento próxima a la calle Catalanes el hospital de San José, regentado por la Orden Tercera de seglares franciscanos.
En la planta superior del claustro principal se encontraba la biblioteca conventual, que en el siglo XVIII tenía más de 1000 volúmenes.
En 1648 había ocho conventos franciscanos en la ciudad: Casa Grande de San Francisco, fundada en 1249, con 160 moradores; Nuestra Señora del Valle (1567) con 44; San Diego (1580) con 45; San Antonio de Padua (1595) con 39; San Buenaventura (1600) con 24; los Terceros (1602) sin datos; los Capuchinos (1627) sin datos; y San Pedro de Alcántara (1640) con 12. En 1769 la casa grande albergaba a 130 personas: 66 sacerdotes, 12 coristas, 37 legos, 7 novicios y 8 donados.

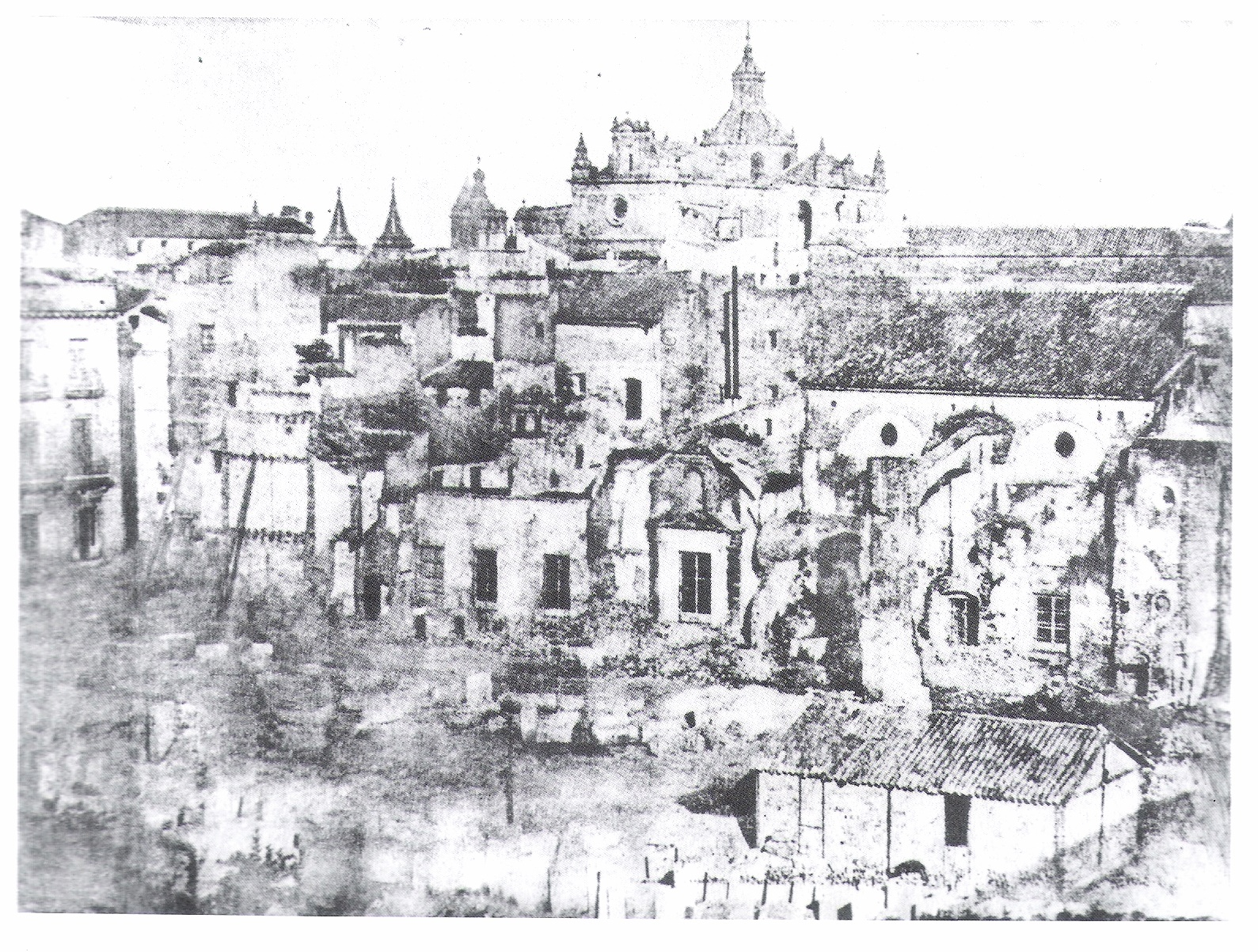
El convento, medio derribado, en 1841. Calotipo de F. Leygonier

El final del convento comenzó con la invasión francesa de la ciudad. Aunque iba en contra de las capitulaciones de la rendición, en febrero de 1810 las tropas francesas ocuparon este convento y lo convirtieron en un cuartel. Muchos de sus cuadros de arte sacro fueron expoliados por el mariscal Soult y llevados a Francia donde, posteriormente, se dispersaron por otros museos y colecciones. En abril de 1810 los franceses decretaron la creación en la zona nuevas calles y una plaza. En noviembre del mismo año el edificio fue destruido por un incendio, salvándose del mismo la iglesia y las tapias. El proyecto urbanístico no se llevó a cabo ya que, tras la retirada de los franceses, los franciscanos volvieron al edificio y empezaron su reparación. En 1821, durante el Trienio Liberal, el Ayuntamiento propuso la creación de la plaza y tomar una parte del convento para ampliar las casas capitulares. El convento fue exclaustrado y desamortizado en 1835. En parte del mismo se instaló el cuartel del Primer Batallón de la Guardia Nacional. En 1840 la Junta Popular de Gobierno tomó la decisión de demolerlo y, en 1843, el convento ya figuraba como derruido.

## Localización
La parcela que ocupaba el convento estaba delimitada por las calles Tintores (actual Joaquín Guichot), Pajería (hoy Zaragoza) y Catalanes (actual Carlos Cañal). La calle Catalanes llegaba hasta la plaza de San Francisco. En esta plaza se encuentra el arquillo, que era la entrada principal.

## Iglesia y capillas

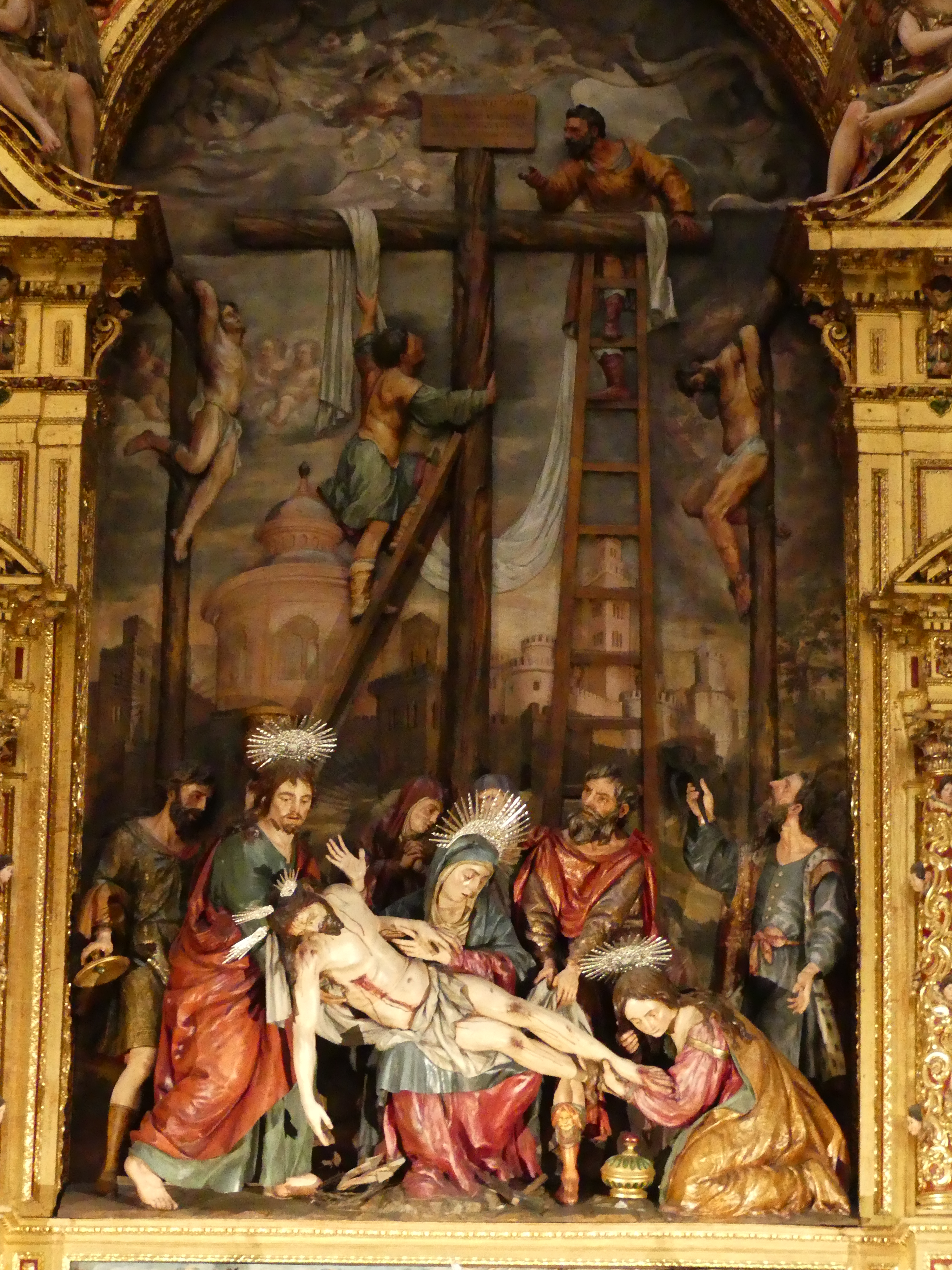
El Descendimiento de Cristo. Pedro Roldán (1666). Capilla de los Vizcaínos. Hoy en el retablo mayor de la iglesia del Sagrario de Sevilla

La iglesia de este convento estaba concluida en torno a 1400. Era de una sola nave con capillas en los laterales, entre las que estaban la capilla del Comulgatorio, la capilla de San Mateo y la capilla de la Piedad (creada en 1540 por los vascos y conocida como capilla de los Vizcaínos). Desde el presbiterio se accedía al oratorio de San José y a la sacristía.
La planta baja del claustro principal, terminado en 1593, daba acceso a la capilla de los Burgaleses (creada en 1522 por los naturales de Burgos residentes en la ciudad), a la capilla de San Antonio de los Castellanos (creada en 1563 por los castellanos residentes en la ciudad), a la capilla de la Vera Cruz (creada entre 1370 y 1400 por miembros de la Orden Tercera de seglares franciscanos), a la capilla de la Hermandad de los Sombreros (creada en 1593) y al panteón de los frailes.
La puerta principal daba acceso a un atrio. En un lado del atrio estaban: la capilla de la Concepción; la Capilla de San Onofre, construida en 1523 para ser sede de la Hermandad de Ánimas; y la capilla de los Portugueses, fundada por los lusos, comenzando los trámites para su creación en 1594 con el nombre de las Cinco Llagas, aunque cambió su titular en 1624 para ser de San Antonio. Por ello, también se la conoció como Capilla de San Antonio de los Portugueses. En el lado opuesto del atrio estaba la fachada de la iglesia.
El 27 de enero de 1688 la orden llegó a un acuerdo con Cristóbal García de Segovia, cosechero, cargador a Indias, y síndico procurador general del convento. A cambio de una donación de tres mil ducados pudo disponer de enterramiento en la sacristía para él y su familia. El 19 de julio de 1690, contrató al cantero Lorenzo Fernández de Iglesias, para que realizara "un epitafio y un escudo de jaspe negro y colorado" con sus armas, para que quedara constancia de su mecenazgo.

## Obra conservada
Por el arquillo de la casa consistorial se accedía a un atrio conventual. A la derecha del atrio estaba la fachada de la iglesia y a la izquierda estaban las entradas de las capillas de San Onofre, la Concepción y los Portugueses. La portada principal fue sustituida en 1527 por el actual arquillo, realizado por Diego de Riaño. En la parte superior del mismo hay dos escudos con las Cinco Llagas.
Se ha conservado la capilla de capilla de San Onofre. En 1520 estableció su sede en el convento la Hermandad de Ánimas, que tenía como fin rezar por las almas del Purgatorio. En 1523 se levantó la capilla de San Onofre, que sirvió de sede canónica de esta hermandad. En la actualidad, esta capilla tiene acceso desde la plaza Nueva.

### Escultura

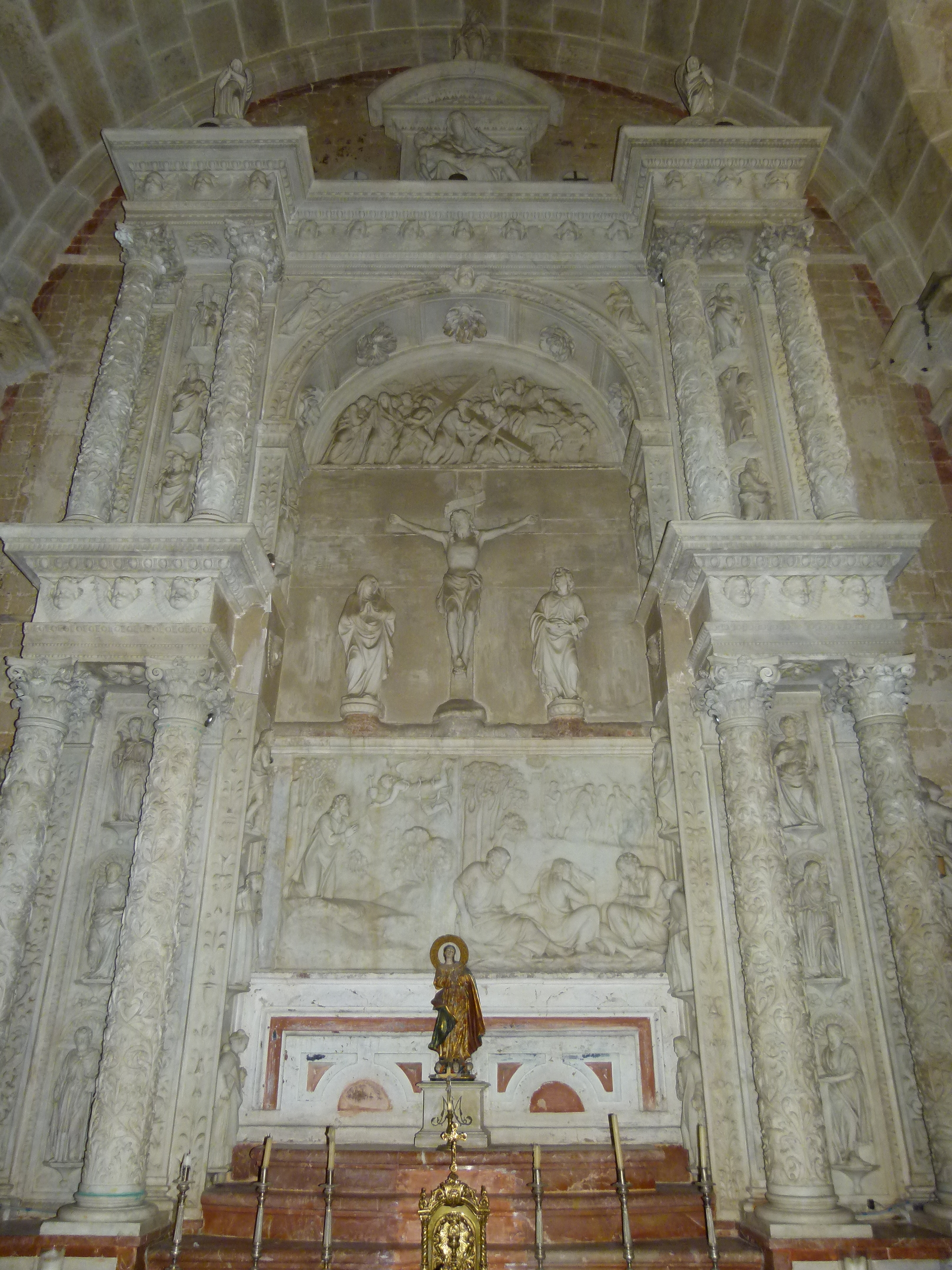
Antiguo sepulcro de mármol de Carrara del monasterio, actualmente en el pazo de San Lorenzo de Trasouto, en Santiago de Compostela

Se desconoce cuál fue el primer retablo mayor que tuvo la iglesia de este convento. No obstante, se sabe que en su centro estaba Santa Ana y que fue costeado por el marqués de Ayamonte. En 1526 Leonor Manrique de Castro, viuda del marqués de Ayamonte, encargó a Antonio María Aprile da Carona y Pier Angello de la Scalla, que tenían su taller en Génova, la realización de un gran sepulcro de mármol. En 1840 la familia Medinaceli se hizo cargo de la gran obra de mármol y la trasladó primero al Convento de Regina y, posteriormente, al Palacio de los Condes de Altamira. En 1883 fue llevado por los duques de Medina de las Torres al Pazo de San Lorenzo de Trasouto, en Santiago de Compostela.
Este retablo es de mármol blanco. Tiene en sus laterales relieves de los Doce Apóstoles. En el ático tiene una Piedad. De arriba abajo están los relieves de la Oración en el Huerto, el Calvario y la Calle de la Amargura. Tenía un relieve de la Entrada en Jerusalén, no conservado. Dos relieves de sus relieves, el de San Jerónimo y el de "Noli me tangere", se encuentran situados sobre las puertas que hay a los lados del retablo en la iglesia de Compostela.
Entre el 1600 y el siglo XIX estuvo en la capilla de San Marcos de la iglesia del convento la Hermandad de los Sastres. Esta se trasladó a la iglesia de San Ildefonso que conserva, de esta capilla: las estatuas de San Fernando y San Hermenegildo, obra de Pedro Roldán en 1674; y la Virgen de los Reyes, obra anónima del siglo XVI.
La iglesia contaba con un púlpito de mármoles rojos y negros que se conserva en la iglesia del Sagrario de la catedral. Fue realizado en Estepa en 1630. Tiene relieves de cuerpo entero con santos de la orden y con los Cuatro Evangelistas. También tenía una Imaculada en su tornavoz, hoy inexistente. La capilla de los Vizcaínos albergaba un relieve del Descendimiento de Cristo realizado por Pedro Roldán en 1667 y policromado por Juan de Valdés Leal en 1671 que, en la actualidad, se encuentra en el altar mayor de la iglesia del Sagrario.
En el altar mayor de la iglesia del convento se colocó una Inmaculada conocida como "la Sevillana". La Inmaculada fue tallada por Juan de Mesa y por Juan de Astorga, que se encargó de hacer las manos. En la actualidad se encuentra en el altar mayor de la iglesia de San Buenaventura.
Se conservan los retablos de la capilla de San Onofre en su capilla. El retablo de San Onofre tiene en la parte central una escultura de este santo realizada por Pedro Díaz de la Cueva en 1599. Este retablo fue realizado por Juan Martínez Montañés en 1606. En esta capilla también se encuentra el retablo de Ánimas, realizado por Bernardo Simón de Pineda en 1682 y dorado por Miguel Parrilla en 1683.

### Cuadros

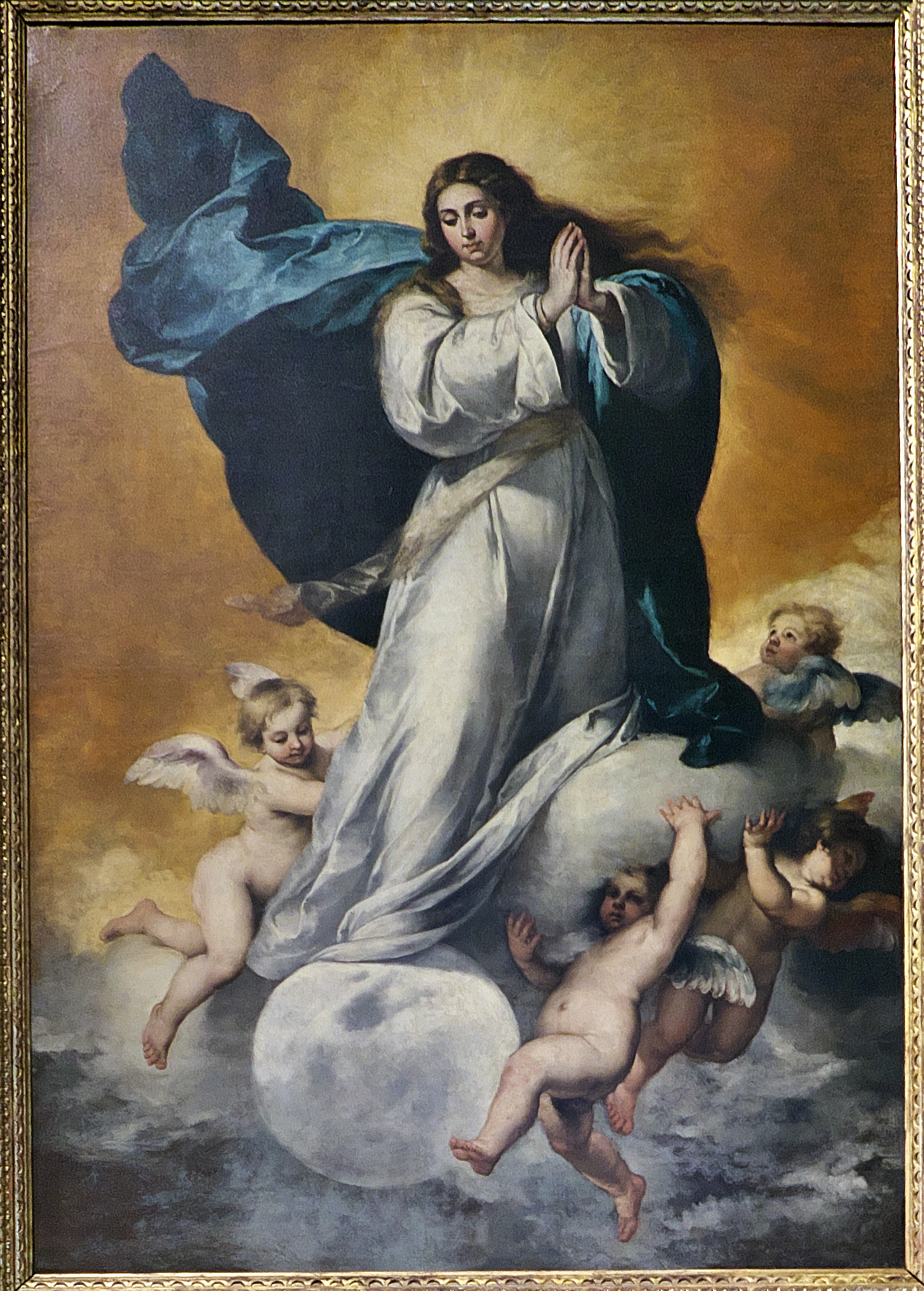
Inmaculada Concepción, la Colosal (Murillo). Museo de Bellas Artes de Sevilla

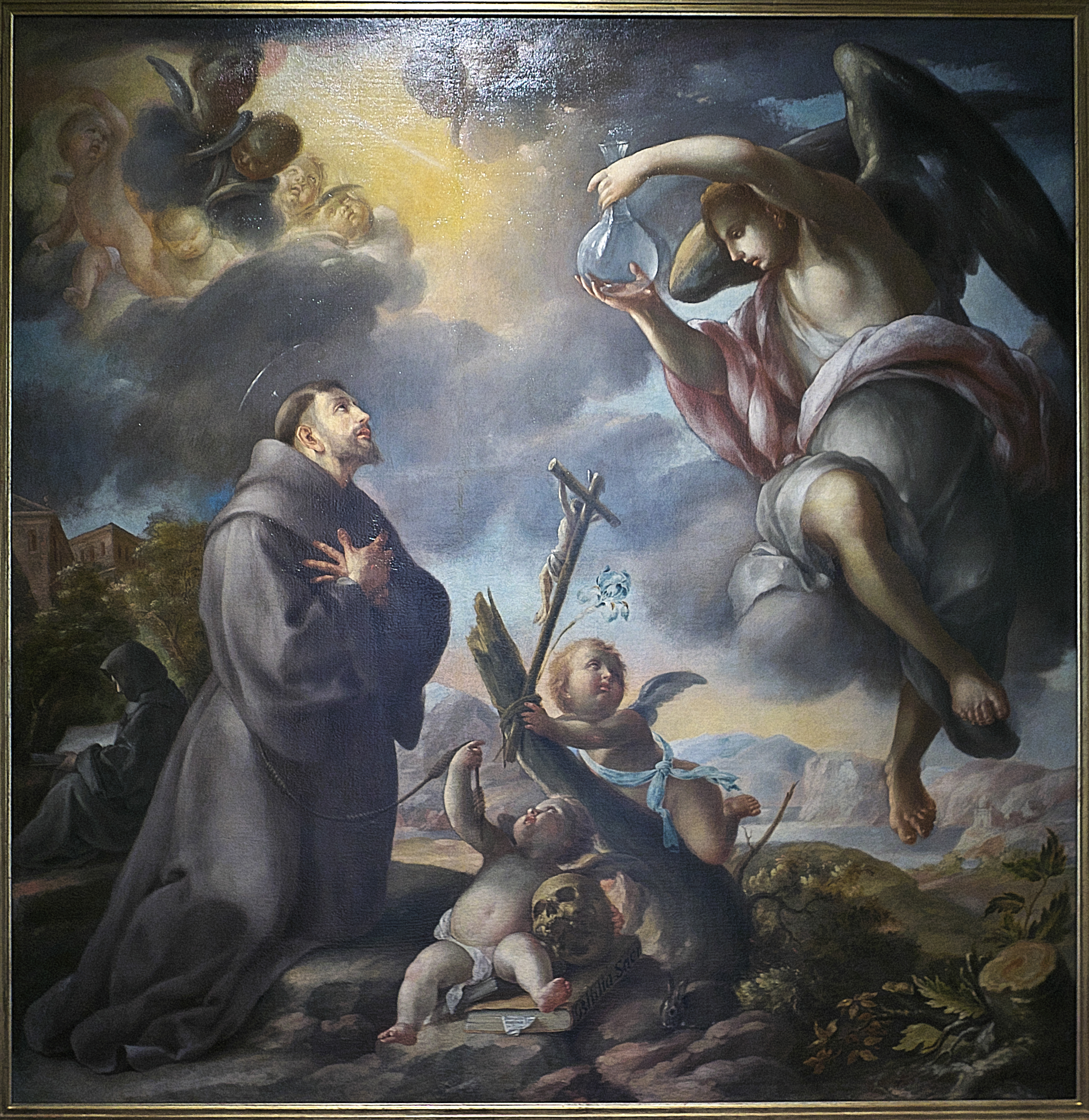
San Francisco recibiendo la ampolla, Domingo Martínez. Museo de Bellas Artes de Sevilla

Los cuadros de este convento conservados son los siguientes:
- 1599. El Salvador con san Juan Bautista y san Juan Evangelista. Francisco Pacheco. Iglesia de San Pedro, Carabanchel, Madrid.
- 1614. Inmaculada con monjas franciscanas. Francisco Herrera "el Viejo". Palacio arzobispal de Sevilla.
- 1614. La visión de Constantino. Francisco Herrera "el Viejo". Iglesia de San Jorge, hospital de la Caridad de Sevilla.
- C. 1645-1646. San Francisco confortado por un ángel o Éxtasis de San Francisco. Bartolomé Esteban Murillo. Academia de San Fernando. Madrid.[31]
- C. 1645-1646. San Diego alimentando a los pobres. Bartolomé Esteban Murillo. Academia de San Fernando. Madrid.[32]
- C. 1645-1646. San Diego del Alcalá en éxtasis delante de la cruz. Bartolomé Esteban Murillo. Museo de los Agustinos. Toulouse.[33]
- C. 1645-1646. San Gil ante el papa Gregorio IX. Bartolomé Esteban Murillo. Museo de Arte de Carolina del Norte. Raleigh.[34]
- C. 1645-1646. La visión de fray Juan de Alcalá de la ascensión del alma de Felipe II. Bartolomé Esteban Murillo. Instituto de Arte Clark, Williamstown.[35]
- C. 1646. Fray Junípero y el pobre. Bartolomé Esteban Murillo. Museo del Louvre. París.[36]
- C. 1646. San Salvador de Horta y el inquisidor de Aragón. Bartolomé Esteban Murillo. Museo Bonnat-Helleu. Bayona.[37]
- C. 1645-1647. Dos monjes franciscanos. Bartolomé Esteban Murillo. Galería Nacional de Canadá. Ottawa.[38]
- 1646. Fray Francisco en la cocina de los ángeles. Bartolomé Esteban Murillo. Museo del Louvre. París.[39]
- C. 1645-1646. Muerte de Santa Clara. Bartolomé Esteban Murillo. Galería de Arte de Dresde.[40]
- C. 1645. San Francisco Solano y el toro. Bartolomé Esteban Murillo. Real Alcázar de Sevilla.[41]
- C. 1650. Inmaculada Concepción. Conocida como "la Colosal", por el gran tamaño del cuadro (436 x 297 cm). Bartolomé Esteban Murillo. Museo de Bellas Artes de Sevilla.[42]
- 1653. Inmaculada con fray Juan de Quirós. Bartolomé Esteban Murillo. Palacio arzobispal de Sevilla.
- 1666. Piedad. Sebastián de Llanos Valdés. Catedral de Sevilla.
- C. 1715. San Francisco recibiendo la ampolla. Domingo Martínez. Museo de Bellas Artes de Sevilla.
- C. 1720. Alegoría de la institución de la Orden Tercera. Lucas Valdés. Museo de Bellas Artes de Sevilla.
- C. 1720. Santa Isabel curando a un enfermo. Lucas Valdés. Museo de Bellas Artes de Sevilla.
- 1730-1734. San Francisco orando ante el Crucifijo. Juan Ruiz Soriano. Iglesia de San Román. Sevilla.
- 1730-1734. Profesión de santa Clara. Juan Ruiz Soriano. Ayuntamiento de Sevilla.
- 1730-1734. Aparición de Cristo y la Virgen a san Francisco para encomendarle la construcción de la iglesia de Porciúncula. Juan Ruiz Soriano. Capilla de Nuestra Señora de los Ángeles. Sevilla.
- C. 1740. Apoteosis de la Inmaculada. Domingo Martínez. Museo de Bellas Artes de Sevilla.
- Pinturas del retablo de San Onofre. Francisco Pacheco. Capilla de San Onofre. Sevilla.
  - Santa Ana.
  - Santa María Magdalena.
  - San Juan Bautista.
  - San Miguel Arcángel.
  - Santo Domingo.
  - San Francisco.
  - San Jerónimo.
  - San Pedro Mártir.

## Hermandades
En la capilla del Comulgatorio estaba la sede de la Hermandad de Santa Lucía.
También tenía su sede la Hermandad del Pecado Mortal, fundada en 1687. Una capillas de la iglesia albergaba a sus titulares: un Cristo coronado de espinas y una Virgen de la Esperanza.
En una capilla situada en el claustro principal tenía su sede la Hermandad de los Sombrereros. Esta era una hermandad gremial creada en el convento en 1593. La capilla albergaba las figuras de sus titulares: la Virgen de la Encarnación y Santiago.
También tuvo su sede en el convento la Hermandad de Santa Bárbara, del siglo XVII. Esta hermandad encargó a Alonso Hernández en 1606 la realización de tres figuras de esta santa, que fueron a parar en 1840 a la iglesia de San Buenaventura, no encontrándose en la actualidad ahí.
En la capilla de San Mateo se encontraba la sede de la Hermandad de los Sastres, que fue una cofradía gremial creada por Fernando III en 1250. Este rey les donó una imagen de la Virgen de los Reyes y uno de los estandartes con los que sus tropas habían entrado en Sevilla. Esta hermandad había instalado en primer lugar en el monasterio de San Isidoro del Campo de Santiponce, luego fundó el hospital de San Mateo y se trasladó al mismo y, tras la reducción del número de hospitales en el 1600, se instaron en esta capilla de la iglesia de la Casa Grande de San Francisco. Tras el fin del convento en el siglo XIX, la hermandad se trasladó a la iglesia de San Ildefonso, donde se conservan algunas piezas de dicha hermandad.
En 1670 se fundó en este convento la Hermandad del Cristo de la Expiración y la Virgen del Rosario.
Entre 1341 y 1359 se fundó la Hermandad de San Eloy (o San Eligio), del gremio de los plateros. Esta hermandad tuvo su sede en el hospital de San Eloy. En 1622 se instaló en este convento. Con la invasión francesa de Sevilla y la exclaustración del convento en 1810, se trasladó a la iglesia del convento del Espíritu Santo, también exclaustrado. Regresó a la Casa Grande de San Francisco en 1815. En 1840 se trasladó de nuevo a la iglesia del convento del Espíritu Santo, desamortizado en 1835, que ha sido sede de la parroquia de Santa Cruz hasta la actualidad. La Hermandad de San Eloy desapareció en 1914.
Desde 1370 se reunían en este convento devotos de la Vera Cruz. Fundaron una hermandad en 1448 que tenía su sede canónica en una capilla del mismo. Durante los siglos XV, XVI y XVII pertenecieron a ella los caballeros veinticuatro (cargo equivalente al de concejal) y también fue hermano el rey Felipe II. En la actualidad, la Hermandad de la Vera Cruz tiene su sede en la capilla del Dulce Nombre.
En este convento también estuvo la sede primigenia de la Hermandad del Cristo de Burgos. En la actualidad tiene su sede en la iglesia de San Pedro.